# Gary Filmon
Gary Albert Filmon (né le 24 août 1942 à Winnipeg) est un homme politique canadien. Chef du Parti progressiste-conservateur du Manitoba de 1983 à 2000, il occupe la fonction de premier ministre du Manitoba de 1988 à 1999, étant le premier roumain-canadien à occuper ce poste. Jacques Parizeau l'accusa de comploter contre le Parti québécois en 1995.

## Premières années
Gary Albert Filmon est né à Winnipeg au Manitoba, de parents issus de la classe ouvrière d'origine roumaine et polono-ukrainienne,. Son père roumain a anglicisé le nom de famille de Filimon à Filmon lorsqu'il émigre au Canada. 
Filmon fait ses études à l'Université du Manitoba et devient ingénieur civil. En 1963, il épouse Janice Wainwright.

## Vie politique

### Politique municipale
Filmon fait son entrée dans la sphère publique en 1975 en tant qu'élu au conseil municipal de Winnipeg. Pendant les quatre années suivantes, Filmon est membre du Comité électoral indépendant des citoyens de Winnipeg, une alliance officieuse d'intérêts libéraux de centre-droit et progressistes-conservateurs de la ville. 

### Politique provinciale
En 1979, Filmon intègre l'Assemblée législative du Manitoba après avoir remporté une élection partielle dans la circonscription de River Heights, tenue après la démission de l'ancien chef conservateur Sidney Spivak. Le 16 janvier 1981, Filmon est nommé ministre de la Consommation et des Affaires corporatives et ministre de l'Environnement dans le gouvernement progressiste-conservateur de Sterling Lyon. 
Malgré la défaite des conservateurs en 1981, Filmon est réélu dans la nouvelle circonscription de Tuxedo. Il est élu pour remplacer Lyon comme chef du parti en 1983 lors d'une convention déléguée. À l’époque, Filmon était considéré comme faisant partie de l’aile progressiste du parti. Ses deux adversaires lors de l'investiture étaient de l'aile conservatrice.
En 1986, les conservateurs de Filmon perdent de justesse les élections, remportant 26 sièges contre 30 pour le NPD. Ces élections ont été généralement considérées comme dénuées de questions déterminantes et les deux principaux partis n’ont pas été perçus comme présentant d'importantes divisions idéologiques entre eux.

### Premier ministre du Manitoba

#### Arrivée au pouvoir
En 1988, le gouvernement néo-démocrate à faible majorité de Howard Pawley tombe lorsque Jim Walding, député d'arrière-ban, rejoint l'opposition pour rejeter le budget de Pawley. Lors des élections du 26 avril 1988, le Parti libéral du Manitoba passe d'un siège à 20, prenant ainsi des sièges au NPD et aux conservateurs. Le NPD, nouvellement dirigé par Gary Doer passe à 12 sièges et à la troisième place. Les conservateurs passent de 26 sièges à 25, mais deviennent néanmoins le plus grand parti de l'Assemblée législative. Filmon est lui-même presque battu par un candidat libéral à Tuxedo, mais survécut par 123 voix. Il devient premier ministre, après que le NPD ait toléré la formation d'un gouvernement minoritaire conservateur.

#### Opposition à l'Accord du lac Meech
La législature de 1988-1990 est marquée par les débats sur l'Accord du lac Meech, qui aurait confirmé le statut distinct du Québec au sein du Canada. À son arrivée au pouvoir, Filmon s'y oppose initialement et l'Assemblée législative refuse de ratifier l'accord, au grand embarras du premier ministre conservateur fédéral Brian Mulroney. Filmon accepte finalement un compromis négocié par Jean Charest en 1990, mais demeure au mieux un partisan tiède du compromis. Celui-ci n'aboutit cependant à rien lorsque le député néo-démocrate Elijah Harper refuse d'accorder le consentement unanime pour un débat avant la date limite du projet de loi, ceci en raison que l’accord ne reconnaissait pas les droits des peuples autochtones. En d’autres matières, Filmon se rapproche des politiques du gouvernement Mulroney. Il soutient l’Accord de libre-échange de 1987 et œuvre en faveur de l’Accord de Charlottetown (successeur de l’Accord du lac Meech) en 1992.

#### Gouvernement majoritaire et austérité
Désirant obtenir un gouvernement majoritaire, Filmon convoque des élections générales en 1990 et remporte son pari : il remporte 30 sièges et le NPD redevient l'opposition officielle avec 20 sièges. À titre de chef de gouvernement, Filmon mène un programme d'austérité et de coupes budgétaires qui permet d'atteindre un budget équilibré en 1995, le premier de la province en 20 ans. Filmon permet également aux régions suburbaines de se séparer de la ville fusionnée de Winnipeg, inversant ainsi les politiques initiées par le gouvernement d' Edward Schreyer au début des années 1970. En 1993, Filmon soutient la candidature de Kim Campbell à la tête du Parti progressiste-conservateur du Canada.
Filmon est réélu en 1995, sortant d'un mandat caractérisé par les coupes budgétaires dans les programmes sociaux et le développement urbain. Sa majorité est conservée, ne perdant qu'un seul siège, notamment dû à l'impopularité du gouvernement néo-démocrate de Bob Rae dans l'Ontario voisin, et aux craintes que le NPD manitobain gouverne de manière similaire. Le gouvernement Filmon privatise plus tard le système téléphonique de la province, impose des budgets équilibrés et prend des mesures limitant le pouvoir des syndicats d'enseignants et d'infirmières. Bien que Filmon ait évité la rhétorique du premier ministre de l’Ontario Mike Harris (1995-2002), ses réformes présentent de fortes similitudes avec celles de ce gouvernement[réf. souhaitée].

#### Allégations de fraudes et défaite électorale
À la fin des années 1990, la réputation du gouvernement Filmon est ternie par un scandale impliquant des fraudes électorales lors des élections de 1995. Des candidats indépendants faisant campagne sous le thème des enjeux autochtones sont mandatés par des organisateurs progressistes-conservateurs pour se présenter dans les circonscriptions du NPD sous la bannière de l'Independent Native Voice dans le but de diviser le vote de gauche. Bien que Filmon n'ait pas été personnellement impliqué, un certain nombre de ses collaborateurs principaux l'étaient. La hausse du chômage au cours de cette période a aussi pour conséquence de nuire à la popularité de Filmon. 
Filmon brigue malgré tout un quatrième mandat à la fin de 1999. Au cours de cette campagne, il annonce que son gouvernement entreprendrait un nouveau virage politique à droite s'il était réélu, caractérisé par de nouvelles réductions d’impôts et un réinvestissement dans la santé et l’éducation. Cette annonce est accueillie avec scepticisme par de nombreux électeurs et les conservateurs perdent face au NPD par 32 sièges contre 24. Filmon démissionne de ses postes de chef du parti et de député en 2000.

## Après la politique
Filmon est nommé au Comité de surveillance des activités de renseignement de sécurité (CSARS) fédéral le 4 octobre 2001, ce qui nécessite la nomination au Conseil privé de la Reine pour le Canada. Il est promu président du CSARS le 24 juin 2005 à la suite du départ à la retraite de Paule Gauthier. Filmon travaille aussi comme consultant en affaires et siège au sein de conseils d'administration, notamment celui de la société de téléphonie publique du Manitoba, MTS, de 2003 jusqu'à sa retraite obligatoire en 2015. 
En février 2006, il est envisagé pour remplacer Frank McKenna comme ambassadeur du Canada aux États-Unis. C'est finalement Michael Wilson qui est nommé à cette fonction.
En 2009, il est nommé Officier de l'Ordre du Canada « pour sa contribution à la fonction publique et à la province du Manitoba, ainsi que pour son leadership continu au sein de nombreux conseils, comités et organisations provinciaux et nationaux ». 
Sa femme, Janice Filmon, est nommée lieutenante-gouverneure du Manitoba de 2015 à 2022.